# Pobreza en Ucrania
La Pobreza en Ucrania se disparó después de la disolución de la Unión Soviética y luego disminuyó sustancialmente, antes de aplanarse en el siglo XXI.

## Historia
En 2003, las expectativas de una mala cosecha de cereales hicieron que los precios de los alimentos básicos subieran a finales de la primavera. La reacción inicial del gobierno fue controlar los precios restringiendo la rentabilidad del productor y los márgenes comerciales. En algunos oblasts, la intervención directa del gobierno fue reemplazada por transferencias de dinero a grupos vulnerables.
De 2008 a 2013, el nivel de pobreza en Ucrania aumentó o disminuyó ligeramente. Su valor máximo fue del 25,8% en 2011. La pobreza aumentó considerablemente después de la anexión de Crimea y el inicio de la guerra en Donbas. En 2014, la tasa de pobreza era del 28,6 % y al año siguiente se duplicó al 58,3 %. En 2016, la tasa de pobreza alcanzó el 58,6%. Después de alcanzar su punto máximo en 2015-2016, comenzó a disminuir: 2017 - 47,3 %, 2018 - 43,2 %; 2019 - 37,8%. En 2018, el 1,3% de la población era extremadamente pobre, definida como vivir con menos de $5 al día. La mayoría de la población puede satisfacer las necesidades básicas. Sin embargo, no tienen ingresos extra. Los ricos representan alrededor del 5%.

## Efectos de la pandemia del COVID-19
El Instituto de Demografía e Investigación Social MV Ptukha de la Academia Nacional de Ciencias ("Instituto") publicó un estudio sobre el impacto del COVID-19 en la pobreza. Según sus resultados, a fines de 2020, el 45% de la población de Ucrania cayó en la categoría de pobres. El estudio afirmó que esto fue 6,5 puntos porcentuales más alto que en 2019. Un estudio anterior a COVID-19 pronosticó que la tasa de pobreza en 2020 sería del 31,2%. El estudio indicó que el aumento real de la pobreza fue de 13,8 puntos porcentuales.
El estudio predijo que cerca de la mitad de los ucranianos experimentaría la pobreza en 2020-2021. El estudio define la pobreza como ingresos por debajo del nivel mínimo de subsistencia, que varió entre un promedio de UAH 3237 y UAH 3636 ($ 115-130) por persona en 2019. El "nivel mínimo de subsistencia" es mucho más alto que el promedio legalmente definido de 2.118 UAH ($ 75), según lo establecido en junio. El estudio señaló que la pandemia revierte las tendencias recientes de pobreza estable o decreciente.
Según el estudio, el 60% de los encuestados dijeron que tuvieron pérdidas financieras: el 38% tuvo una disminución en los ingresos regulares, el 16% perdió ingresos por completo y el 14% perdió sus trabajos. Los resultados reflejan los hallazgos de mayo del Ministerio de Política Social, que estimó que la tasa de pobreza había aumentado al 45% en 2020.

## Invasión Rusa de Ucrania de 2022
El inicio de la invasión rusa de Ucrania en 2022 ha desencadenado una gran crisis humanitaria en Ucrania: según el Programa de las Naciones Unidas para el Desarrollo, un conflicto prolongado hará que el 30 % de la población ucraniana caiga por debajo del umbral de la pobreza, mientras que otro 62 % estar en riesgo de caer también en la pobreza dentro de un año. El Fondo Monetario Internacional (FMI) predijo que el producto interno bruto (PIB) de Ucrania sufrirá una disminución de un mínimo del 10% a un máximo del 35%; el Banco Europeo para la Reconstrucción y el Desarrollo también predijo que la invasión provocará una disminución del 20% del PIB de Ucrania.

## Pobreza Infantil
Como en las familias de todo el mundo, las personas con hijos sufren desproporcionadamente más a causa de la pobreza. Los niños a menudo nacen de padres jóvenes con ingresos limitados. Según el Fondo de las Naciones Unidas para la Infancia, las prestaciones por parto en Ucrania redujeron la tasa de pobreza entre sus beneficiarios del 66,4 % al 59,9 %. El pago mensual no se ha revisado desde 2014 y es la mitad del monto del nivel de subsistencia aprobado oficialmente.

## Distribución regional
El análisis de la pobreza se realizó utilizando los datos de la encuesta de hogares de 2001 proporcionados por el Servicio Estatal de Estadísticas de Ucrania. En 2001, el 32,7% de la población vivía con menos de 150 UAH al mes per cápita. En 2002 esta cifra se redujo al 26%, teniendo en cuenta la introducción de un Índice de Precios al Consumidor en 2002.